# Aeolochroma olivia
Aeolochroma olivia là một loài bướm đêm trong họ Geometridae.